# Мія Манганелло

Мія Манганелло (англ. Mia Manganello) — американська ковзанярка,  олімпійська медалістка. 
Бронзову олімпійську медаль Манганелло виборола в складі збірної США на Пхьончханській олімпіаді 2018 року в командній гонці переслідування.

## Зовнішні посилання
- Досьє на speedskatingnews

## Виноски
1. ↑  https://www.teamusa.org/Athletes/MA/Mia-Manganello
2. ↑  Women's team pursuit results (PDF). Архів оригіналу (PDF) за 22 лютого 2018. Процитовано 2 квітня 2018.